# Бугаевское сельское поселение
Бугаевское сельское поселение — муниципальное образование в Кантемировском районе Воронежской области.
Административный центр — село Бугаевка.

## Административное деление
Состав поселения:
- село Бугаевка,
- село Колещатовка,
- хутор Хрещатый.